# Soyuz T-15
Soyuz T-15 fue una misión espacial soviética tripulada realizada en una nave Soyuz T. Fue la última misión realizada en una nave de ese tipo (reemplazada por el modelo Soyuz TM) y la primera misión lanzada hacia la estación espacial Mir. Se lanzó el 13 de marzo de 1986 desde el cosmódromo de Baikonur mediante un cohete Soyuz con dos cosmonautas a bordo.
La tripulación llegó a la estación Mir el 15 de marzo, pasando 51 días en ella, durante los cuales recibieron la visita de dos cargueros automáticos Progress. El 5 de mayo partieron de la estación Mir hacia la estación Salyut 7 en su Soyuz T en un viaje de un día de duración y realizando el primer viaje de una misma nave entre dos estaciones espaciales. En la Salyut 7 llevaron a cabo un par de actividades extravehiculares y recogieron diversos experimentos y muestras de materiales. El 25 de junio los cosmonautas se desacoplaron de la Salyut 7 y realizaron el viaje de vuelta a la Mir. La cápsula de reentrada devolvió a los cosmonautas a la Tierra el 16 de julio.

## Tripulación
- Leonid Kizim (Comandante)
- Vladimir Soloviov (Ingeniero de vuelo)